# Olešník kmínolistý
Olešník kmínolistý (Selinum carvifolia) je v ČR hojně vyskytující se luční bylina.

## Popis rodu
Do rodu olešník (Selinum) jsou řazeny vytrvalé byliny se silnými kořeny. Lodyhy jsou přímé. Spodní listy jsou 2–3× zpeřené. Řapíky listů se směrem nahoru zkracují, vrchní listy jsou přisedlé. Květenství jsou složené koncové okolíky. Listeny jsou celistvé nebo na koncích laločnaté či zpeřené, ale mohou i chybět. Kalich je zřetelně zubatý. Koruna má bílou nebo růžovou barvu. Korunní plátky mají obvejčitý tvar. Celkem je známo asi 8 druhů, které jsou rozšířené v oblasti Evropy a Asie. Dva z těchto druhů jsou endemity v Číně. Na území České republiky se vyskytuje jediný druh.

## Popis rostliny
Vytrvalá bylina dorůstající výšky 30–100 cm (někdy se uvádí 40–80 cm). Její oddenek je vícehlavý a slabě čupřinatý (tj. svazky vláken na vrcholu oddenku). Lysá lodyha rostliny je přímá, ostře hranatá a rýhovaná. Listy mají v obrysu trojboký tvar – 3–4krát zpeřené. Spodní listy jsou velké 15x30 cm a dlouze řapíkaté. Řapík na spodu vytváří širší pochvu. Jednotlivé lístky vyrůstají na krátkých řapících. Listové úkrojky, neboli ploché cípy listů, se vyznačují peřenosečností, podlouhlou čárkovitostí a vybíhají do bílé osinkaté špičky. V obrysu mají vejčitý tvar. Méně dělené horní listy jsou výrazně menší. Květenství tvoří husté okolíky, které se skládají z 15 až 20 okolíčků. Okolíčky vyrůstají na drsných a hranatých stopkách. Obaly chybí, nejsou vyvinuté. Obalíčky vyvinuty a tvoří mnoho listenců, které jsou čárkovitě kopinaté, pokryté brvami a lemované úzkým bílým lemem. Kališní lístky nejsou zřetelné. Korunní plátky se vyznačují bílou nebo narůžovělou barvou. V květu se nachází pět tyčinek. Spodní semeník tvoří dva plodolisty. Jsou velké asi 1–1,5 mm, jejich tvar je obsrdčitý. Plody, tvořené široce oválnými dvounažkami, jsou křídlatě hranaté a dosahují velikosti 2,5–4 mm. Olešník kvete od července do září.

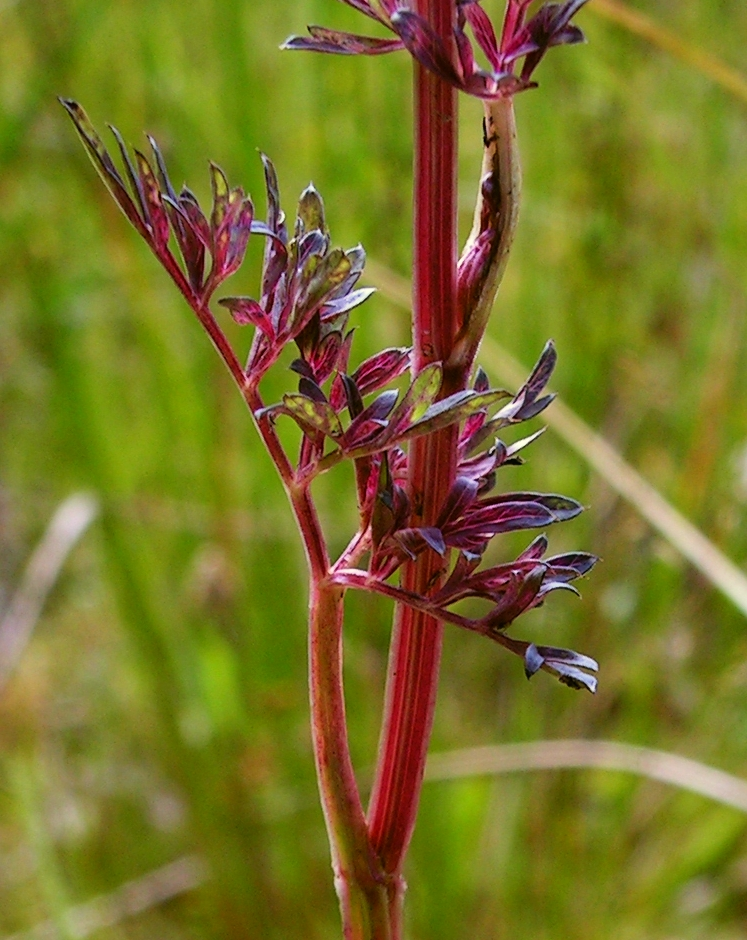
Detail listu olešníku

## Výskyt

### Ekologie
Roste na vlhkých až zbahnělých stanovištích, konkrétně tedy louky, světlé humózní lesy a luhy, ale i na územích se silně kolísající hladinou spodní vody čímž rozumíme sušších travnatých porostech a křoviny. Vyskytuje se na písčitých, jílovitých až rašelinných půdách, které jsou často kyselé. V horách olešník nalezneme jen vzácně.

### Rozšíření
Tento druh najdeme v téměř celé Evropě a v Asii. Na východě zasahuje k Uralu, na severu do jižní Skandinávie, na jihu do severní Itálie a na sever Balkánského poloostrova. Zavlečen byl do Severní Ameriky.

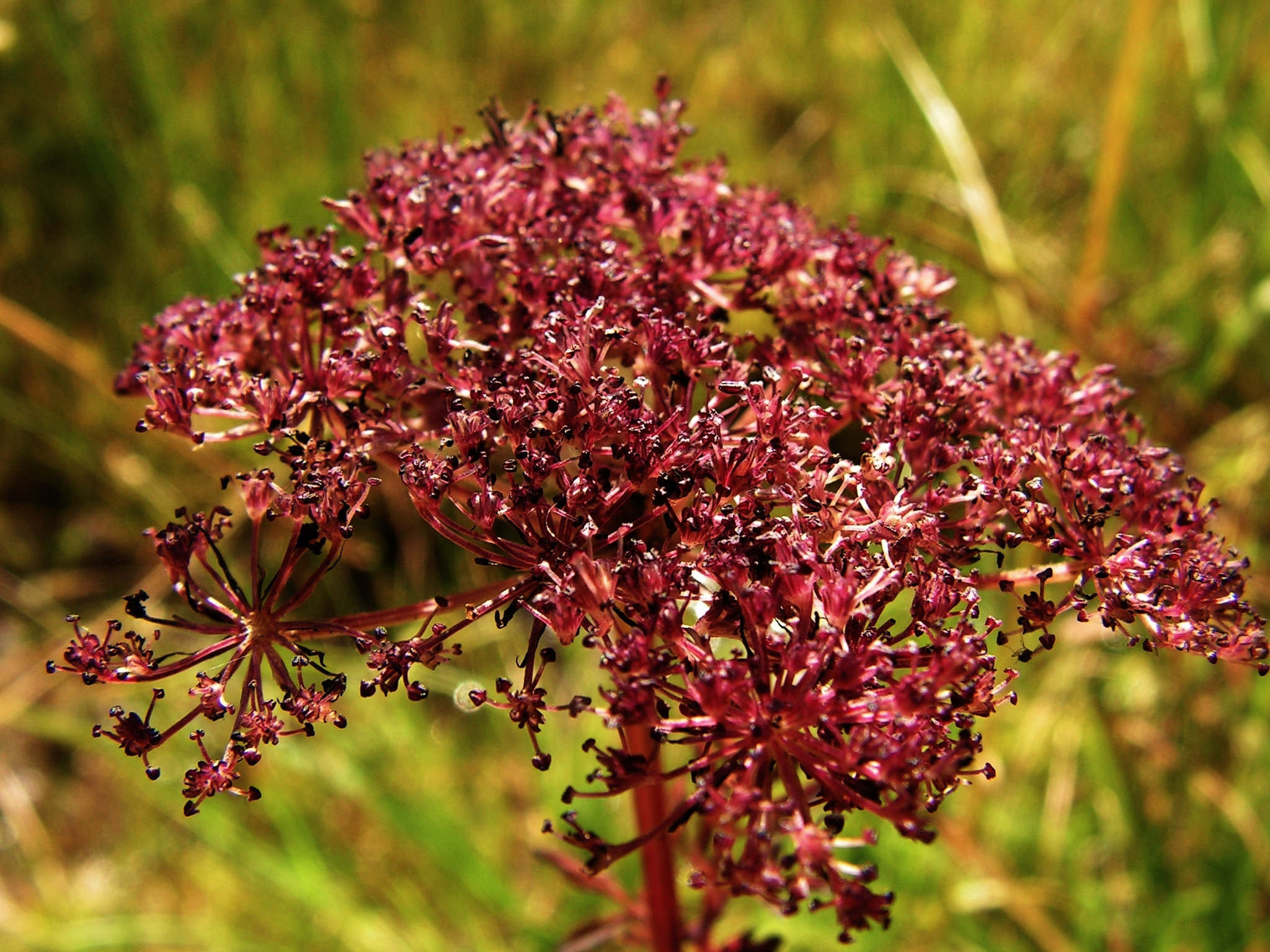
Detail odkvetlého květenství

### Rozšíření v Česku
V České republice se vyskytuje na celém území roztroušeně.
Registrované významné krajinné prvky
- Běchovice, Klánovice – zamokřená louka u Golfu

Další přírodovědně hodnotná území
- Horní Počernice, Běchovice, Klánovice – zamokřené blatouchové a tužebníkové louky
- Újezd nad Lesy – bezkolencové louky
- Újezd nad Lesy – blatovská bezkolencová louka

Olešník je mimo jiné i druhem vlhkých luk svazu Molinion,humózních lesů svazu Carpinion, luhů svazu Alnion incanae

## Molinion
Přírodovědecky hodnotné luční porosty, kde se vyskytuje celá řada chráněných, ale i vzácných druhů rostlin. Jedná se o nehnojené bezkolencové louky střídavě vlhkých stanovišť. Střídavou vlhkost má na svědomí silně kolísající hladina podzemní vody. Porosty tohoto typu jsou přítomné i na území Prahy. Je nezbytné se o ně starat a chránit je před negativními vlivy. Jejich zachování předpokládá občasné kosení, stabilní hydropedologický režim a ochranu před změnami chemizmu v kořenových zónách bylinného patra. Typickými rostlinami těchto bezkolencových luk jsou kosatec sibiřský, bezkolenec modrý, vrba plazivá, čertkus luční, pcháč šedý, oman vrbolistý, jarva pochybná, mochna bílá. Dále zde pak běžně nalezneme kopretinu bílou, blatouch bahenní. Mezi vzácné rostliny jsou řazeny ocún jesenní, oman luční, kakost bahenní. V současné době lze bezkolencové louky zastihnout v nejzachovalejší podobě v rámci PP Hrnčířské louky.

## Carpinion
V minulosti lesy tohoto typu pokrývaly pravděpodobně podstatnou část plochy dnešní Prahy. Jsou to květnaté, dubohabrové a dubolipové háje představující primární vegetaci nížinného a pahorkatinného stupně. Lze je nalézt v PR Klánovický les, v PR Vinořský park, V Michelsko-Kunratickém lese, v údolí Šáreckého potoka, v Tichém údolí, především však v komplexu Radotínsko-Chuchelského parku a Dalejského háje.

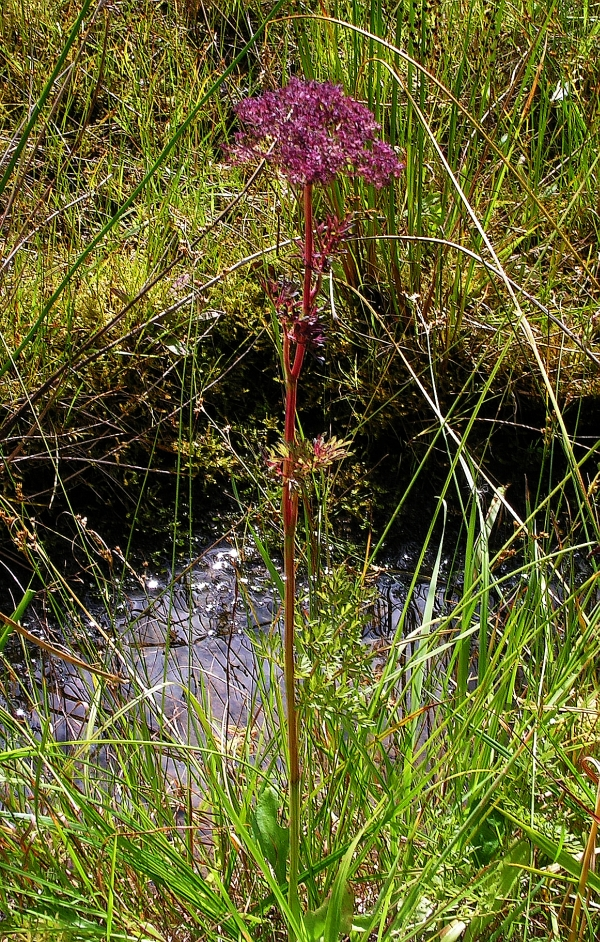
Pohled na celou rostlinu

## Alnion incanae
Jde o lužní lesy primární vegetace zaplavovaných a podmáčených poloh. Plošné rozšíření těchto lesů nalezneme především v komplexu PP Milíčovský les a rybníky, PP Obora v Uhříněvsi a v soutokové oblasti Berounky s Vltavou v rámci PP Krňák. Na pražském území se tzv. tvrdé luhy vyskytují dnes pouze ve formě ptačincových olšin vytvořených podél přítoků Vltavy – Pitkovického potoka, Botiče, Šáreckého potoka. Typickými rostlinami olšin tohoto typu jsou například ptačí zob obecný, svída krvavásvída krvavá, řešetlák počistivý, orsej jarní, křehkýš vodní, pitulník žlutý, sasanka hajní, konopice velkokvětá, chmel obecný.